# مارسيل غامبز
مارسيل غامبز هو سياسي هولندي، ولد في 26 فبراير 1953 في كوراساو في مملكة هولندا. نشط حزبياً في United People's Party (Sint Maarten) ‏.

## وصلات خارجية
- الموقع الرسمي